# Драгомир, Руксандра
Руксандра Драгомир-Илие (рум. Ruxandra Dragomir Ilie; род. 24 октября 1972, Питешти) — румынская профессиональная теннисистка и спортивный функционер. Победительница девяти турниров WTA в одиночном и парном разряде, рекордсменка сборной Румынии в Кубке Федерации по числу одержанных побед, впоследствии президент Федерации тенниса Румынии.

## Игровая карьера
Руксандра Драгомир начала играть в теннис в восемь лет. Среди её тренеров были финалистка Открытого чемпионата Франции 1977 года Флоренца Михай и Джика Вайдяну. В 1990 году, в 17 лет Драгомир со своей младшей соотечественницей Ириной Спырлей стали победительницами Открытого чемпионата Франции среди девушек в парном разряде. В июле того же года Драгомир начала участвовать в профессиональных теннисных турнирах и уже на втором своём турнире женского цикла ITF, в Ребеке (Бельгия), одержала победу, обыграв по ходу двух посеянных соперниц. В сентябре 1990 года Драгомир выиграла ещё два турнира этого цикла в одиночном разряде, закончив год с 25 победами при шести поражениях на этом уровне и в числе 300 лучших теннисисток мира. Два титула в турнирах ITF она завоевала также в парном разряде — оба со Спырлей. В следующие два года она продолжала выступать в турнирах ITF, выиграв ещё один и четырежды проиграв в финалах в одиночном разряде и завоевав три титула в парном. В 1991 году состоялся дебют Драгомир в составе сборной Румынии в Кубке Федерации, хотя своей первой победы в этом турнире она добилась только на следующий год.
В 1993 году Драгомир поднялась в мировой иерархии на ступеньку выше, начав регулярно участвовать в турнирах Женской теннисной ассоциации (WTA). В основном она проигрывала уже в первых кругах, но на Открытом чемпионате Франции сумела пробиться в 1/8 финала после победы над посеянной по 16-м номером Кимико Датэ, а в одном из последних турниров года в бразильской Куритибе добралась до полуфинала. Там, однако, ей пришлось отказаться от борьбы против первой ракетки турнира Сабины Хак в середине решающего третьего сета, хотя она вела в нём 3-0. Тем не менее год она завершила уже в первой сотне мирового рейтинга. В парном разряде ей также удалось войти в число ста сильнейших и, начиная с этого сезона, она финишировала в первой сотне как в одиночном, так и в парном разряде восемь лет подряд — вплоть до 2000 года.
Свой первый финал турнира WTA Драгомир провела летом 1994 года, в паре с итальянкой Лаурой Гарроне выиграв международный турнир в Палермо. В следующем году она добавила в свою копилку ещё один титул в парном разряде и первый финал турнира WTA в одиночном, войдя в Top-50 мирового рейтинга, а за 1996 год выиграла сразу три турнира WTA — в мае в Будапеште, а осенью в Карловых Варах и Паттайе (Таиланд) — и закончила сезон на 25-й позиции в рейтинге.
К августу 1997 года, после четвёртого титула в одиночном разряде и выхода в финал крупного турнира в Гамбурге и четвертьфинал Открытого чемпионата Франции (за счёт победы над посеянной под 15-м номером Кариной Габшудовой), Драгомир поднялась в рейтинге до рекордного для себя 15-го места, а в сентябре достигла высшей в карьере позиции и в парном разряде. Этому успеху способствовали сыгранные чуть больше чем за полгода четыре финала турниров WTA, в двух из которых Драгомир добилась победы, и ещё один четвертьфинал турнира Большого шлема — на этот раз Открытого чемпионата США, в третьем круге которого она с Ивой Майоли обыграла пятую пару соревнований Лариса Нейланд-Гелена Сукова.
1998 год был ознаменован победами над олимпийской чемпионкой 1992 года Дженнифер Каприати и 4-й ракеткой мира Амандой Кётцер. Кётцер стала соперницей с самым высоким местом в рейтинге из числа обыгранных Драгомир за карьеру. За 1999—2001 годы Драгомир ещё дважды играла в финалах турниров WTA в одиночном разряде и четыре раза в парах и один раз праздновала победу. 1999 год ей удалось завершить в числе 20 сильнейших теннисисток мира в одиночном разряде, а в 2000 году она одержала вторую за карьеру победу над соперницей из первой десятки рейтинга, обыграв десятую ракетку мира Сандрин Тестю по пути в финал турнира в Хертогенбосе, где её остановила первая ракетка рейтинга Мартина Хингис.
В начале 2001 года Руксандра Драгомир вышла замуж за Флоренца Илие, в дальнейшем выступая под двойной фамилией, однако обстоятельства сложились так, что эти выступления оказались недолгими. Получив травму правой щиколотки, Драгомир-Илие выбывала из борьбы в первом круге в нескольких турнирах подряд, пока не завершила сезон уже в августе. Она пропустила весь следующий сезон из-за травмы и сыграла всего в нескольких матчах весной и в начале лета 2003 года. Полноценное возвращение на корт состоялось лишь в 2004 году, но бо́льшую часть сезона Драгомир-Илие провела в турнирах ITF, завоевав три титула в пяти финалах в парном разряде. Окончательно она покинула профессиональный теннис в мае следующего года, после поражения в первом круге Открытого чемпионата Франции. За годы профессиональной карьеры Драгомир-Илие завоевала четыре титула в турнирах WTA в одиночном и пять — в парном разряде. Она провела в общей сложности 47 игр за сборную Румынии в 30 матчах Кубка Федерации между 1991 и 1999 годами и является рекордсменкой национальной команды как по общему числу побед (30), так и по числу побед в одиночном разряде (21 победа в 28 встречах).

## Положение в рейтинге в конце сезона
| Разряд    | 1990 | 1991 | 1992 | 1993 | 1994 | 1995 | 1996 | 1997 | 1998 | 1999 | 2000 | 2001 | 2004 | 2005 |
| --------- | ---- | ---- | ---- | ---- | ---- | ---- | ---- | ---- | ---- | ---- | ---- | ---- | ---- | ---- |
| Одиночный | 291  | 322  | 140  | 74   | 82   | 54   | 25   | 19   | 38   | 20   | 45   | 129  | 259  | 702  |
| Парный    | 282  | 282  | 155  | 99   | 98   | 74   | 67   | 21   | 58   | 50   | 41   | 66   | 118  | 114  |

## Финалы турниров WTA за карьеру
| Легенда           |
| ----------------- |
| Большой шлем (0)  |
| Чемпионат WTA (0) |
| I категория (0)   |
| II категория (3)  |
| III категория (5) |
| IV категория (9)  |
| V категория (1)   |

### Одиночный разряд (4+4)
| Результат | №  | Дата            | Турнир                      | Покрытие | Соперница в финале | Счёт в финале    |
| --------- | -- | --------------- | --------------------------- | -------- | ------------------ | ---------------- |
| Поражение | 1. | 24 июля 1995    | Мариа-Ланковиц, Австрия     | Грунт    | Юдит Визнер        | 6-74, 3-6        |
| Победа    | 1. | 6 мая 1996      | Будапешт, Венгрия           | Грунт    | Мелани Шнелль      | 7-66, 6-1        |
| Победа    | 2. | 9 сентября 1996 | Карловы Вары, Чехия         | Грунт    | Патти Шнидер       | 6-2, 3-6, 6-4    |
| Победа    | 3. | 18 ноября 1996  | Паттайя, Таиланд            | Хард     | Тамарин Танасугарн | 7-64, 6-4        |
| Поражение | 2. | 28 апреля 1997  | Гамбург, Германия           | Грунт    | Ива Майоли         | 3-6, 2-6         |
| Победа    | 4. | 16 июня 1997    | Хертогенбос, Нидерланды     | Трава    | Мириам Ореманс     | 5-7, 6-2, 6-4    |
| Поражение | 3. | 5 апреля 1999   | Амелия-Айленд, Флорида, США | Грунт    | Моника Селеш       | 2-6, 3-6         |
| Поражение | 4. | 19 июня 2000    | Хертогенбос                 | Трава    | Мартина Хингис     | 2-6, 0-3 — отказ |

### Парный разряд (5+5)
| Результат | №  | Дата           | Турнир                  | Покрытие | Партнёрша               | Соперницы в финале                 | Счёт в финале   |
| --------- | -- | -------------- | ----------------------- | -------- | ----------------------- | ---------------------------------- | --------------- |
| Победа    | 1. | 4 июля 1994    | Палермо, Италия         | Грунт    | Лаура Гарроне           | Аличе Канепа Джулия Казони         | 6-1, 6-0        |
| Победа    | 2. | 15 мая 1995    | Борнмут, Великобритания | Грунт    | Мариан де Свардт        | Керри-Энн Гас Патрисия Хи-Буле     | 6-3, 7-5        |
| Поражение | 1. | 1 января 1997  | Голд-Кост, Австралия    | Хард     | Сильвия Фарина          | Наоко Кидзимута Нана Мияги         | 6-73, 1-6       |
| Поражение | 2. | 28 апреля 1997 | Гамбург, Германия       | Грунт    | Ива Майоли              | Мари Пьерс Анке Хубер              | 6-2, 6-71, 2-6  |
| Победа    | 3. | 14 июля 1997   | Прага, Чехия            | Грунт    | Карина Габшудова        | Гелена Вилдова Ева Мартинцова      | 6-1, 5-7, 6-2   |
| Победа    | 4. | 21 июля 1997   | Варшава, Польша         | Грунт    | Инес Горрочатеги        | Майке Бабель Кэтрин Баркли         | 6-4, 6-0        |
| Поражение | 3. | 10 июля 2000   | Палермо                 | Грунт    | Вирхиния Руано Паскуаль | Рита Гранде Сильвия Фарина-Элия    | 4-6, 6-0, 6-76  |
| Поражение | 4. | 8 января 2001  | Хобарт, Австралия       | Хард     | Вирхиния Руано Паскуаль | Кара Блэк Елена Лиховцева          | 4-6, 1-6        |
| Победа    | 5. | 18 июня 2001   | Хертогенбос, Нидерланды | Трава    | Надежда Петрова         | Ким Клейстерс Мириам Ореманс       | 7-65, 6-75, 6-4 |
| Поражение | 5. | 16 июля 2001   | Кнокке-Хейст, Бельгия   | Грунт    | Андрея Эхритт-Ванк      | Вирхиния Руано Паскуаль Маги Серна | 4-6, 3-6        |

## Дальнейшая карьера
В начале 2009 года Руксандра Драгомир была избрана новым председателем Федерации тенниса Румынии. Она занимала этот пост до февраля 2013 года, когда на очередных выборах проиграла Джордже Косаку.
В 2014 году Драгомир-Илие участвовала в промежуточных выборах в верхнюю палату румынского парламента от партии «Народное движение». В одном округе с ней баллотировался в качестве кандидата от правящего блока PSDR-UNPR-PC знаменитый румынский теннисист 70-х годов Илие Настасе, которого Драгомир в ходе предвыборной кампании вызвала на показательный теннисный матч. На выборах, проходивших в конце мая, Настасе получил более чем 50-процентную поддержку, в то время как Драгомир возглавила группу преследователей с поддержкой чуть выше 10 %.